# Анюша (река)
Анюша — река в России, протекает в Александровском районе Пермского края. Устье реки находится в 36 км по правому берегу реки Чаньва. Длина реки составляет 11 км.
Исток реки на отрогах Среднего Урала в лесном массиве в 10 км к юго-востоку от посёлка Скопкортная. Генеральное направление течения — запад. Всё течение проходит по ненаселённой холмистой тайге. Приток — Сухая Анюша (пр). Впадает в Чаньву у покинутой деревни Анюша.

## Данные водного реестра
По данным государственного водного реестра России относится к Камскому бассейновому округу, водохозяйственный участок реки — Кама от города Березники до Камского гидроузла, без реки Косьва (от истока до Широковского гидроузла), Чусовая и Сылва, речной подбассейн реки — бассейны притоков Камы до впадения Белой. Речной бассейн реки — Кама.
По данным геоинформационной системы водохозяйственного районирования территории РФ, подготовленной Федеральным агентством водных ресурсов:
- Код водного объекта в государственном водном реестре — 10010100912111100007192
- Код по гидрологической изученности (ГИ) — 111100719
- Код бассейна — 10.01.01.009
- Номер тома по ГИ — 11
- Выпуск по ГИ — 1